# Ngembal (Tutur)
Ngembal is een bestuurslaag in het regentschap Pasuruan van de provincie Oost-Java, Indonesië. Ngembal telt 6455 inwoners (volkstelling 2010).